# Municipio de Tidaholm
Tidaholm (en sueco: Tidaholms kommun) es un municipio en la provincia de Västra Götaland, al suroeste de Suecia. Su sede se encuentra en la localidad de Tidaholm. El municipio se creó en 1974 cuando la antigua ciudad de Tidaholm (instituida en 1910) se fusionó con el municipio rural de Hökensås y partes de Dimbo y Fröjered.

## Localidades
Hay tres áreas urbanas (tätort) en el municipio:
| # | Tätort      | Población |
| - | ----------- | --------- |
| 1 | Tidaholm    | 8198      |
| 2 | Ekedalen    | 483       |
| 3 | Madängsholm | 426       |